# Tour de France Soundtracks

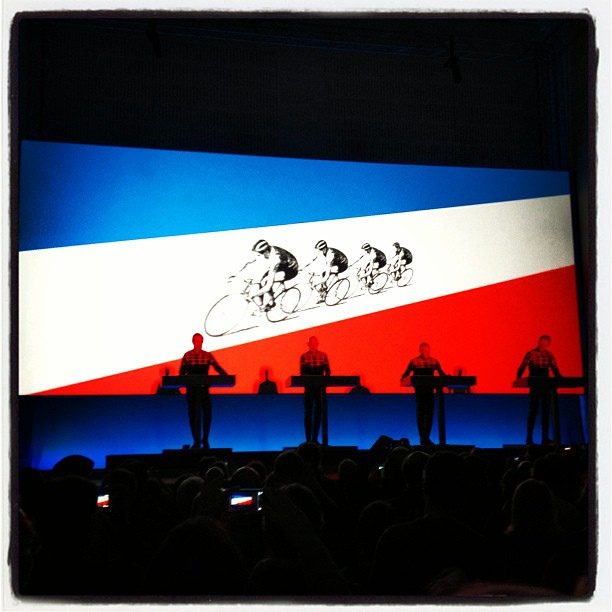
Kraftwerk podczas koncertu w Düsseldorfie, 2013

Tour de France Soundtracks – album niemieckiego zespołu Kraftwerk, wydany 4 sierpnia 2003 roku w Europie nakładem Kling Klang i EMI oraz dzień później w USA nakładem Astralwerks.
Album powstał z okazji setnej rocznicy powstania wyścigu kolarskiego Tour de France, choć został wydany kilka tygodni po zakończeniu Tour de France 2003. Został nagrany w nowym składzie: Ralf Hütter, Florian Schneider, Fritz Hilpert, Henning Schmitz, i był to pierwszy album Kraftwerk z nowym materiałem od siedemnastu lat. Była to również pierwsza ich płyta od 1975 roku wydana tylko w jednej wersji językowej – większość słów wykonywana jest po francusku, przede wszystkim ze względu na temat albumu, choć pojawiają się również wstawki w języku niemieckim i angielskim. Album zawiera nową wersję singla „Tour de France” wydanego dwadzieścia lat wcześniej. W ramach promocji płyty ukazały się też single „Tour de France 2003” i „Aerodynamik”, a także singel promocyjny „Elektro Kardiogramm”.
Wydawnictwo otrzymało pozytywne recenzje w serwisie Metacritic na podstawie 21 recenzji krytycznych i osiągnęło sukces komercyjny, będąc pierwszym albumem Kraftwerk, który dotarł do 1. miejsca na niemieckiej liście sprzedaży. W 2009 roku płyta została wznowiona pod skróconym tytułem Tour de France.

## Lista utworów
1. „Prologue” – 0:31
2. „Tour de France Étape 1” – 4:27
3. „Tour de France Étape 2” – 6:41
4. „Tour de France Étape 3” – 3:56
5. „Chrono” – 3:19
6. „Vitamin” – 8:09
7. „Aéro Dynamik” – 5:04
8. „Titanium” – 3:21
9. „Elektro Kardiogramm” – 5:16
10. „La Forme” – 8:41
11. „Régéneration” – 1:16
12. „Tour de France” – 5:12

## Pozycje na listach
| Kraj            | Pozycja |
| --------------- | ------- |
| Austria         | 29      |
| Francja         | 84      |
| Holandia        | 76      |
| Niemcy          | 1       |
| Szwajcaria      | 25      |
| Szwecja         | 7       |
| Wielka Brytania | 21      |
| Włochy          | 22      |